# Истредд
Истредд (пол. Istredd) — персонаж литературного цикла «Ведьмак» польского писателя Анджея Сапковского, чародей. Появляется в обеих экранизациях цикла.

## История персонажа
В книгах Анджея Сапковского Истредд (настоящее имя Валь) — городской чародей из Аэдд Гинваэля. Долгое время он был любовником Йеннифэр из Венгерберга, и последняя считала его выдающимся магом. Истредд попытался убедить Геральта отказаться от Йеннифэр, а потерпев неудачу, вызвал его на поединок. Накануне дуэли он заявил из-за полученного от чародейки письма, что будет сражаться мечом, без применения магии, и это выглядело как явно самоубийственный шаг. Однако Геральт отказался от боя и покинул Аэдд Гинваэль, посоветовав Истредду повеситься на вожжах.
Сапковский изобразил Истредда как мужчину лет сорока с прямыми, слегка седеющими, волосами до плеч. Этому персонажу принадлежит чародейская мастерская — настолько типичная, что её описание литературоведы считают пародийным.
В польском телесериале «Ведьмак» Истредда сыграл Бронислав Вроцлавский. В американо-польском сериале с тем же названием, первый сезон которого вышел на экраны в декабре 2019 года, этого персонажа сыграл Ройс Пирресон. Такой выбор подвергся критике из-за тёмного цвета кожи Пирресона, а также из-за его возраста — 30 лет против примерно 40 у его персонажа.
В сериале Истредд играет заметно большую роль, чем в книгах, так что рецензенты говорят даже о «переизобретении образа». Этот персонаж впервые появляется во втором эпизоде сериала, «Четыре марки». Там Истредд становится любовником Йеннифэр из Венгерберга, но внезапно выясняется, что он действует как агент Стрегобора. Сцену, в которой зрители делают это открытие, один из рецензентов назвал довольно удачной, добавив при этом: «Очевидно, что и Истредд, и Стрегобор сыграют зловещую роль в судьбе Йеннифэр». Звучали предположения, что сценаристы развивают любовную линию, чтобы во втором сезоне неизбежное столкновение Истредда с Геральтом выглядело более драматично. Истредд действительно появился во втором сезоне, но это столкновение не произошло; маг действует здесь только как археолог, пытающийся понять, каким образом в мире появляются новые монстры. Как признались авторы сериала, они расширили роль Истредда в повествовании, чтобы устами этого персонажа рассказывать об истории вселенной «Ведьмака».